# Perivol Rock
Der Perivol Rock (englisch; bulgarisch скала Перивол skala Periwol) ist ein in südost-nordwestlicher Ausrichtung 230 m langer und 170 m breiter Klippenfelsen vor der Küste von Snow Island im Archipel der Südlichen Shetlandinseln. Er liegt 750 m nordwestlich des Kap Timblón und 1,28 km nordnordöstlich des Mezdra Point.
Britische Wissenschaftler kartierten ihn 1968, bulgarische 2005 und 2009. Die bulgarische Kommission für Antarktische Geographische Namen benannte ihn 2012 nach der Ortschaft Periwol im Westen Bulgariens.